# Karaahmetli, Eşme
Karaahmetli là một xã thuộc huyện Eşme, tỉnh Uşak, Thổ Nhĩ Kỳ. Dân số thời điểm năm 2010 là 1246 người.